# Ирландско-палестинские отношения
Ирландско-палестинские отношения это двусторонние отношения между Республикой Ирландия и Палестинской Национальной Администрацией. В 2000 году в Рамалле было открыто представительство Ирландии, а в Дублине имеется представительство Палестины. Обе страны являются членами Союза для Средиземноморья.

## История
К концу 1960-х годов Ирландия все больше беспокоилась о судьбе палестинских беженцев, которые покинули палестинские земли в результате Шестидневной войны в 1967 году. В 1969 году ирландский министр иностранных дел Франк Айкен назвал эту проблему «главной и самой неотложной задачей» политики Ирландии на Ближнем Востоке.
В 1980 году Ирландия стала первой страной Европейского Союза, которая выступала за признание Палестинского государства.